# Yo soy Betty, la fea
Yo soy Betty, la fea (en français Je suis Betty, la moche) est une telenovela colombienne en 169 épisodes de 45 minutes, écrite par Fernando Gaitán, et diffusée du 25 octobre 1999 au 8 mai 2001 sur RCN Televisión.
Sa version originale a été diffusée dans plusieurs pays avec succès, dans toute l'Amérique latine, avec de forts taux d'audience. En 2010, elle est entrée dans le Livre Guinness des records comme telenovela ayant rencontré le plus grand succès, par sa diffusion dans plus de cent pays, des doublages dans quinze langues et quelque vingt-deux adaptations dans le monde,.
Le personnage principal est Beatriz Aurora Pinzón Solano, une femme peu attirante mais intelligente qui travaille pour une entreprise de mode appelée Ecomoda. Betty, comme on l'appelle affectueusement, doit supporter les insultes et le mépris constants de ses collègues, en particulier la secrétaire Patricia Fernández, le designer Hugo Lombardi et Marcela Valencia.

## Synopsis
Beatriz Aurora Pinzón Solano, Betty, est une brillante économiste qui travaille comme secrétaire dans une entreprise de mode fictive en Colombie, Ecomoda. Betty doit constamment faire face au mépris de plusieurs de ses collègues superficiels d'Ecomoda, mais elle prouve au président, Armando Mendoza, qu'elle est indispensable à l'entreprise. Elle devient complice d'Armando à l'insu des autres pour sauver Ecomoda de la faillite, puis cette complicité se transforme en relation amoureuse.
Bien qu'elle ait une maîtrise en finances et qu'elle soit sortie majore de sa promotion, Betty n'a pas pu obtenir d'entretien d'embauche : en effet, ses photographies ruinent son impressionnant curriculum vitæ. Après avoir cherché sans succès un poste en rapport avec sa formation et son expérience, Betty décide de postuler pour le poste de secrétaire du président d'Ecomoda. Elle envoie à l'entreprise un CV sans photo et décroche par la suite un entretien.
Armando Mendoza, nouveau président d'Ecomoda, est le fils beau et intelligent du fondateur de l'entreprise à la retraite, Roberto Mendoza. Il est fiancé à Marcela Valencia, cadre à Ecomoda et fille du défunt cofondateur, Julio Valencia. Armando cherche une nouvelle secrétaire, et la première à passer en entretien est Patricia Fernández, la meilleure amie de Marcela. Patricia est une femme très belle mais peu intelligente, qui est très fière d'avoir fait six semestre en finances dans la San Marino, une université fictive en Colombie, avant de lâcher ses études pour se marier avec Mauricio Brightman. Malheureusement, leur mariage n'a pas fonctionné et ont divorcé, laissant Patricia sans un sou. Marcela veut alors que son amie soit la secrétaire d'Armando pour s'assurer qu'il ne la trompe pas. Armando voit Betty en entretien, et, bien que gêné par son apparence physique, l'idée qu'elle puisse être une alliée plutôt qu'une espionne lui plaît. Pour faire plaisir à Marcela, Armando engage comme secrétaire à la fois Betty et Patricia.
Étant donné qu'Ecomoda est une entreprise de mode qui s'intéresse avant tout à l'image et à la beauté, Patricia est installée dans le vestibule et Betty se trouve dans une arrière-salle derrière le bureau d'Armando. Cependant, Betty fait preuve de sa valeur en évoluant avec aisance dans le milieu de la finance et des médias, gagnant le respect des membres de l'industrie de la mode. Par loyauté envers Armando, elle l'aide à mettre en œuvre un nouveau plan d'affaires à haut risque, qui pourrait signer la faillite d'Ecomoda.

## Distribution
- Ana María Orozco : Beatriz Aurora Pinzón Solano « Betty »
- Jorge Enrique Abello (es) : Armando Mendoza Sáenz
- Natalia Ramírez (es) : Marcela Valencia «Marce» ou «Marge»
- Lorna Cepeda (es) : Patricia Fernández de Brighman « La peliteñida » ou « Patsy Pat »
- Julián Arango (es) : Hugo Lombardi « Huguis » - ami de Marcela et Patricia
- Luis Mesa (es) : Daniel Valencia
- Ricardo Vélez (es) : Mario Calderón
- Mario Duarte (es) : Nicolás Flaminio Mora
- Dora Cadavid (es) : Inés Peña de Ramírez « Inesita »
- Luces Velásquez (es) : Bertha Muñoz de González « La gorda » ou « Orca la ballena »
- Marcela Posada : Sandra Patiño « La jirafa solterona » ou « La esposa de Tribilín »
- Estefanía Gómez (es) : Aura María Fuentes « Pechuguín »
- Paula Peña (es) : Sofía de Rodríguez « Amarguetas »
- María Eugenia Arboleda : Mariana Valdez « La Carboncilla »
- Jorge Herrera (es) : Hermes Pinzón Galarza
- Adriana Franco : Julia Solano Galindo de Pinzón
- Kepa Amuchastegui : Roberto Mendoza

Invités spéciaux
- Armando Manzanero : chanteur mexicain
- Charlie Zaa : chanteur colombien
- Cecilia Bolocco : Miss Univers 1987, présentatrice chilienne
- Laura Flores : actrice mexicaine
- Ricardo Montaner : chanteur vénézuélien
- Taís Araújo : actrice brésilienne
- Olga Tañón : chanteuse portoricaine
- Andrés Pastrana Arango : ancien président de Colombie
- Gisela Valcárcel : présentatrice péruvienne

## Adaptations et remakes
Remakes et adaptations officiels :
- Jassi Jaissi Koi Nahin (2003) : Mona Singh (en), Navneet Nishan, Samir Soni, Neena Gupta, Parmeet Sethi, Gaurav Gera
- Sensiz Olmuyor (2005) : Özlem Conker, Emre Altuğ, Yeliz Şar
- Verliebt in Berlin (2005) : Alexandra Neldel, Mathis Künzler, Tim Sander, Laura Osswald
- Ne rodis krasivoy (2005) : Nelly Uvarova
- La Fea más bella (2006) : Angélica Vale, Nora Salinas, Juan Soler, Jaime Camil, Elizabeth Álvarez
- Lotte (2006) : Nyncke Beekhuyzen, Lars Oostveen, Ilse Heus, Geert Hoes, Arent Jan Linde, Janna Fassaert
- Yo soy Bea (2006) : Ruth Núñez
- Ugly Betty (2006) : America Ferrera, Eric Mabius, Alan Dale, Tony Plana, Vanessa L. Williams, Michael Urie, Becki Newton
- Maria, i Aschimi (en) (2007) : Aggeliki Daliani (en), Anthimos Ananiadis (en), Antigoni Glykofrydi (el), Tassos Kostis (el)
- Sara (nl) (2007) : avec Veerle Baetens, Kürt Rogiers, Sandrine André, Veerle Eyckermans, Tom Van Bauwel, Gert Winckelmans, Lotte Pinoy
- Ne daj se, Nina (2007) : Lana Gojak, Robert Kurbaša, Kristina Krepela, Andrija Milošević, Bojana Ordinačev
- Cô gái xấu xí (2008) : Ngoc Hiep, Chi Bao, Lan Phuong, Phi Thanh Van, Binh Minh
- Ošklivka Katka (2008) :
- I Love Betty La Fea (2008) : Bea Alonzo, John Lloyd Cruz, Ruffa Gutierrez, Vhong Navarro, Ronaldo Valdez, Sam Concepcion, Alessandra De Rossi, Ai-Ai Delas Alas
- Chou Nu Wu Di (2008) : Li Xinru
- BrzydUla (2008) : Julia Kamińska, Marek Włodarczyk, Filip Bobek
- Bela, a feia (2009) : Giselle Itié, Bruno Ferrari, Carla Regina, Simone Spoladore, Natália Guimarães
- Betty en NY (2019) : Elyfer Torres, Erick Elías, Sabrina Seara, Aarón Díaz, Héctor Suárez Gomís, César Bono, Alma Delfina, Jeimy Osorio, Sylvia Sáenz et Saúl Lisazo
- Timoucha (2020) : Mina Lechtar, Numidia Lezoul, Tarik Bouarrara, Lilia Bouyahiaoui, Amel Kader
- uBettina Wethu (2021) : Farieda Metsileng, Alex Sono, Michael Lawrence Potter
- Betty, la fea: la historia continúa (2024)